# Ermita de la Trinidad (Cuartango)
La ermita de la Trinidad es un edificio que se encuentra en las inmediaciones de los lugares de Archúa, Guillarte, Iñurrieta y Santa Eulalia, todos ellos del municipio español de Cuartango, perteneciente a la provincia de Álava, en la comunidad autónoma del País Vasco.

## Descripción
Aparece descrito en el noveno volumen del Diccionario geográfico-estadístico-histórico de España y sus posesiones de Ultramar de Pascual Madoz, en la entrada correspondiente a Iñurrieta, con las siguientes palabras:

en sus cercanias y no lejos de Archua y Sta. Eulalia se halla una ermita la (Sma. Trinidad) á que concurre mucha gente en romeria varios dias del año, y ofrece la particularidad de una cueva muy larga á cuyo térm. no se llega ni aun despues de caminar por espacio de una hora; su altura es poco mas que la de un hombre, y su lat. bastante para dar paso por los lados á los viageros que visitan este sitio, y por el centro á un arroyo de agua cristalina que corre mansamente.
(Madoz, 1847, p. 437)